# آی‌تری
آی‌تری یک سیستم مدیریت پنجره موزائیکی تاثیر گرفته از wmii نوشته شده در C برای X11 است.i3 از لایوت های موزائیکی و پشته ای و تب دار پشتیبانی میکند که به شکل دینامیکی تعیین میشود. شخصی سازی در یک متن با یک شبه سینتکس نشانه گذاری ساده انجام میشود همچنین میشود از طریق سوکت های یونیکسی یا ارتباطات میان پروسه ای جیسون بیس در اکثر زبان های برنامه نویسی حاصل میشود
همچون wmii در آی تری هم از یک سیستم مدیریت همچون ویم استفاده میشود به شکل پیشفرض پنجره ی باز با کلید تغییر دهنده(دکمه ی آلت/دکمه ویندوز) به اضافه ی دکمه های سمت راست ردیف خانه(h,j,k,l)جابه جا میشود و حرکات پنجره با همین ترکیب به اضافه ی دکمه شیفت رخ میدهد
sway مدیر پنجره ای مشابه i3 با هدف جایگزین i3 منتهی در wayland است